# Nurlat
Nurlat (russisch Нурлат; tatarisch Норлат Norlat) ist eine Stadt in der Republik Tatarstan (Russland) mit 32.601 Einwohnern (Stand 14. Oktober 2010).

## Geografie
Die Stadt liegt etwa 270 km östlich der Republikhauptstadt Kasan am rechten Ufer der Kondurtscha, einem rechten Nebenfluss des in die Wolga mündenden Sok.
Nurlat ist der Republik administrativ direkt unterstellt und zugleich Verwaltungszentrum des gleichnamigen Rajons.
Die Stadt liegt an der 1914 eröffneten Eisenbahnstrecke Uljanowsk–Tschischmy–Ufa.

## Geschichte
Im 19. Jahrhundert war an Stelle der heutigen Stadt das Dorf Nurlaty bekannt. Ab 1905 entstand hier mit dem sich bis 1914 hinziehenden Bau der Eisenbahnstrecke Simbirsk–Bugulma–Tschischmy (Wolga-Bugulma-Eisenbahn) eine Stationssiedlung Nurlat.
Die Stationssiedlung erhielt in den 1930er Jahren den Status einer Siedlung städtischen Typs und wuchs allmählich mit dem Dorf zusammen. 1961 wurde das Stadtrecht verliehen.

### Bevölkerungsentwicklung
| Jahr | Einwohner |
| ---- | --------- |
| 1939 | 4.475     |
| 1959 | 12.726    |
| 1970 | 17.533    |
| 1979 | 18.552    |
| 1989 | 23.507    |
| 2002 | 32.527    |
| 2010 | 32.601    |

Anmerkung: Volkszählungsdaten

## Kultur und Sehenswürdigkeiten
Im Dorf Kulbajewo-Marassa (Rajon Nurlat) öffnete 1988 das Gabdulla-Karijew-Museum, gewidmet dem hier geborenen Dramatiker, Schauspieler und Mitbegründer des tatarischen Nationaltheaters Gabdulla Karijew (1886–1920, eigentlich Миңлебай Хәйрулла углы/ Miñlebay Xäyrulla ugly).

## Wirtschaft
Hauptwirtschaftsfaktor ist die Erdölförderung in der Umgebung der Stadt durch Tatneft (Bereich Nurlatneft), TatRITEKneft und Kondurtschaneft. Außerdem gibt es eine Maschinenfabrik sowie Betriebe der Bau- und Lebensmittelindustrie (Zuckerfabrik, Fleischkombinat).